# Plataforma de teste
Plataforma de teste (do inglês testbed) é uma plataforma para a condução rigorosa, transparente e replicável dos testes de teorias científicas, ferramentas computacionais e novas tecnologias, seja no campo da eletrônica (plataforma computacional), de sistemas mecânicos, por exemplo automobilístico, aeroespacial e outros.
O termo é usado por muitas disciplinas para descrever a pesquisa experimental e as plataformas e ambientes para o desenvolvimento de novas tecnologias. Elas podem variar entre o desenvolvimento de protótipos industriais, por exemplo, na indústria automobilística, motores de aeronaves ou sistemas de melhoramento da propriedade intelectual em campos como o desenvolvimento de softwares de computador, protegidos dos riscos dos testes ao vivo.

## Desenvolvimento desoftwares
No desenvolvimento de softwares, a plataforma de teste é um método para testar um componente específico (função, classe ou biblioteca) de maneira isolada. Pode ser usada como prova conceitual quando um novo componente é testado separadamente do programa/sistema, que será adicionado posteriormente. Uma estrutura é implementada junto do componente para que ele funcione como se já fizesse parte do programa anteriormente.
Uma plataforma de teste típica pode incluir software, hardware e ferramentas de rede. No desenvolvimento de softwares, o hardware e o ambiente de execução do software podem ser instalados para a plataforma pela qual o aplicativo vai passar. Neste contexto, a plataforma de teste também é conhecida como teste de execução.
As plataformas de teste também são páginas na internet nas quais o público têm a oportunidade de testar o CSS — folhas de estilo — ou o HTML que eles criaram e querem uma previsão dos resultados, por exemplo:
- O navegador Arena foi criado pelo Consórcio da Rede Mundial de Computadores (W3C) e pela Organização Europeia para a Pesquisa Nuclear (CERN) para testar HTML3, CSS, PNG e libwww. O Arena foi substituído pelo Amaya como plataforma de teste padrão da web.
- O navegador Line Mode ganhou uma nova função para a interação com a biblioteca libwww como um aplicativo de modelo e testes.
- O libwww também foi criado para testar protocolos de rede que estão em desenvolvimento e para experimentar novos.

## Aviação
Na aviação também são utilizadas plataformas de teste no desenvolvimento de novos sistemas e motores. Neste caso, são aeronaves especialmente preparadas para esta finalidade.